# Kleinwenden
Kleinwenden ist ein Ortsteil von Großlohra im Landkreis Nordhausen in Thüringen.

## Geografie
Die Flur um Kleinwenden liegt am Nordrand der nordwestlichen Ausläufer des Höhenzuges Hainleite. Nach Norden flacht das Land ab, dann folgen kleinere Anhöhen im kupierten landwirtschaftlichen Gelände. Im Tal verläuft die Wipper. Neben der Landesstraße 3080 und der Eisenbahn Halle Kassel verläuft die Bundesautobahn 38 durch das Gelände. Verkehrsmäßig ist das Umland gut erschlossen.

## Geschichte
Die urkundliche Ersterwähnung von Kleinwenden erfolgte 1344. Kleinwenden als auch Großwenden entstanden wohl als slawische Siedlungen im Mittelalter, daher der Name. Landbewirtschaftung prägte und prägt noch den Ort. Die Bauern mussten in den 1950er Jahren auch den Weg der Zwangskollektivierung gehen und fanden nach der politischen Wende neue Eigentumsformen zur Arbeit auf dem Lande.
1843 fiel bei Kleinwenden ein 3,25 Kilogramm schwerer Meteorit und wurde unter dem Namen „Klein-Wenden“ registriert. Sein größtes erhaltenes Stück befindet sich heute im Museum für Naturkunde (Berlin).
Am 1. Juli 1950 entstand die Gemeinde Großlohra durch den Zusammenschluss der bisherigen Gemeinden Friedrichslohra, Großwenden und Kleinwenden.